# Anton Philipp Largiadèr

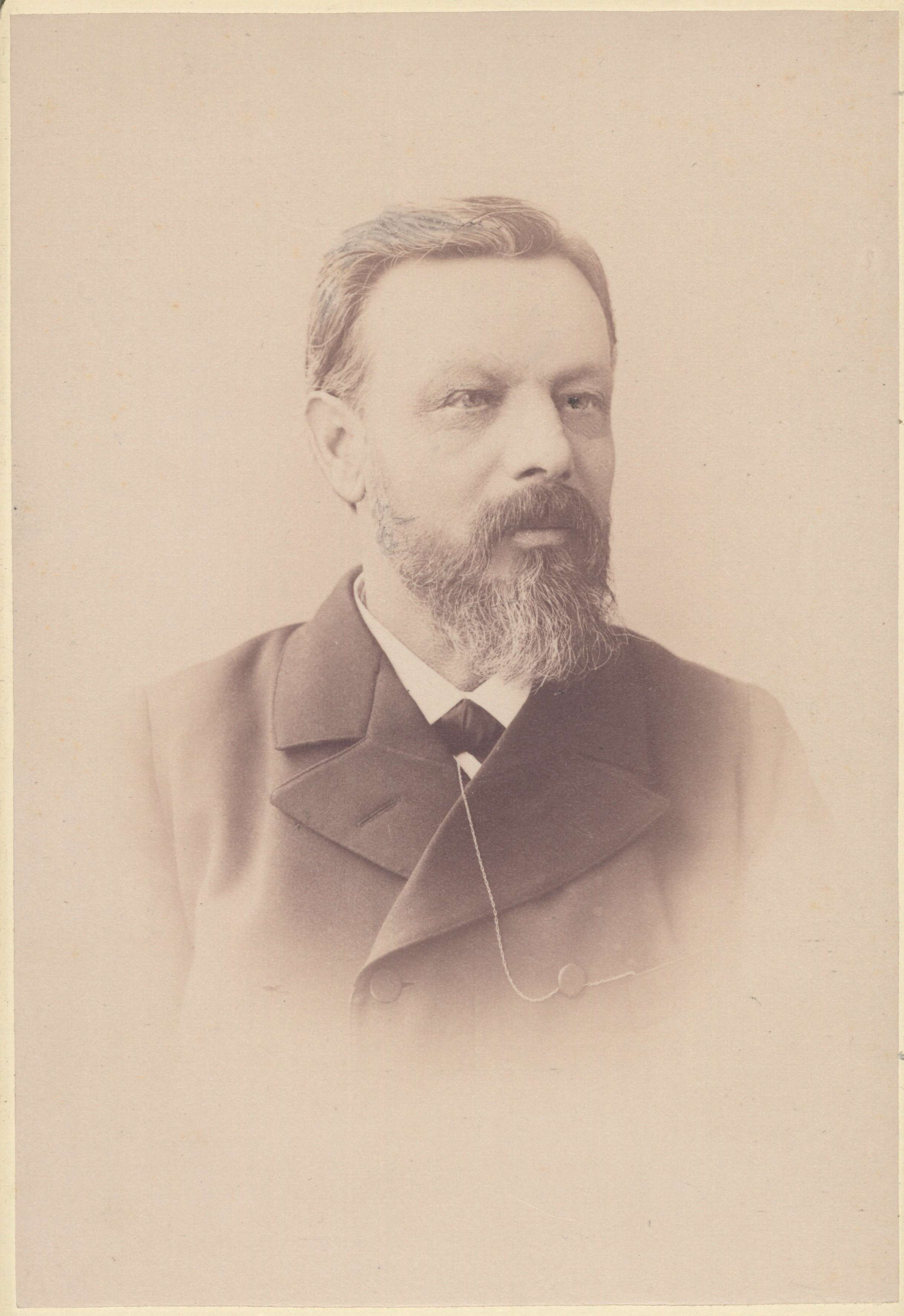
Anton Philipp Largiadèr (zwischen 1883 und 1903)

Anton Philipp Largiadèr (* 25. November 1831 in Santa Maria Val Müstair; † 31. Dezember 1903 in Basel) war ein Schweizer Pädagoge. Er war Direktor verschiedener Lehrerseminare und wurde 1886 mit einem Ehrendoktortitel der Universität Basel ausgezeichnet.

## Leben
Anton Philipp Largiadèr wuchs im Val Müstair als Sohn eines Hufschmieds auf. Ab 1845 absolvierte er eine Konditorlehre in Köln, die er allerdings 1847 abbrach. Er kehrte in die Schweiz zurück; 1849 schloss er die Ausbildung in Besançon ab.
Nach seiner Rückkehr in die Schweiz war Largiadèr zunächst in Lü und Tschierv als Lehrer tätig. Von 1855 bis 1857 besuchte er das Bündner Lehrerseminar in Chur; gleichzeitig studierte er an der ETH Zürich (Fachlehrerabteilung für Mathematik und Physik) und unterrichtete an der Kantonsschule in Frauenfeld. Von 1861 bis 1869 stand er dem Bündner Lehrerseminar und von 1869 bis 1876 dem Lehrerseminar auf dem Mariaberg in Rorschach als Direktor vor. Er war Mitglied des Vereins für Geschichte des Bodensees und seiner Umgebung und besorgte die Geschäftsführung ("Pflegschaft") für Rorschach.
Ab 1876 leitete er zunächst das neu gegründete Lehrerseminar in Pfalzburg (Elsass-Lothringen), ab 1879 das von ihm aufgebaute Evangelische Lehrerinnenseminar in Strassburg. 1886 wurde er Schulinspektor, 1892 Rektor der Höheren Töchterschule in der Stadt Basel. Bis 1899 leitete er die Basler Lehrerausbildung und lehrte als Privatdozent Pädagogik an der Universität Basel, welche ihm am 31. Mai 1886 den Ehrendoktortitel verlieh. 1898 erlitt er während einer Schulstunde einen Hirnschlag mit Lähmungen, von dem er sich nicht mehr richtig erholte; er starb 1903.
Anton Philipp Largiadèr war zweimal verheiratet: 1859 ehelichte er Julie Wasser, 1871 Mina Weber.

## Werke
- Ueber den Unterricht in weiblicher Handarbeit. Verlag von Friedrich Schulthess, Zürich 1867
- Zur Frage der Lehrerbildung im Kt. St. Gallen, 1875
- Handbuch der Pädagogik, 4 Bände, 1883–85
- Ant. Phil. Largiadèr, 1831–1903. Lebenserinnerungen. Privatdruck